# Steganolauxania opaca
Steganolauxania opaca är en tvåvingeart som först beskrevs av Friedrich Hermann Loew 1861.  Steganolauxania opaca ingår i släktet Steganolauxania och familjen lövflugor. Inga underarter finns listade i Catalogue of Life.